# Información digital sobre secuencias
Información digital sobre secuencias (ISD), en ocasiones abreviado por sus siglas en inglés DSI (digital sequence information), es un término provisional utilizado en los foros de políticas internacionales, en particular el Convenio sobre la Diversidad Biológica (CDB), para referirse a los datos derivados de recursos genéticos (RG).

## Definición
En 2018, el Grupo Especial de Expertos Técnicos sobre ISD llegó a un consenso respecto de que el término "no era apropiado".  Sin embargo, en general se acepta que el término incluye datos de secuencias de ácidos nucleicos y puede incluir otros tipos de datos derivados de recursos genéticos desmaterializados o vinculados a ellos, incluidos, por ejemplo, datos de secuencias de proteínas. La idoneidad y el significado de este término siguen siendo controvertidos, como lo demuestra su condición de término provisional, después de la 15ª Conferencia de Partes del Convenio sobre la Diversidad Biológica.  La ISD es crucial para la investigación en una amplia gama de contextos, incluida la salud pública, la medicina, la biodiversidad, el mejoramiento de plantas y animales y la investigación de la evolución.

## Entorno político

### Convenio sobre la Diversidad Biológica y Protocolo de Nagoya
El Protocolo de Nagoya, un componente del Convenio sobre la Diversidad Biológica, establece el derecho de los países a regular sus recursos genéticos nacionales y a compartir los beneficios derivados de ellos mediante la concertación de acuerdos de acceso y participación en los beneficios con los usuarios. Sin embargo, en la práctica de investigación académica la ISD se comparte de forma libre y abierta en línea, siguiendo un conjunto de principios que se alinean con el movimiento de ciencia abierta  Se reconoce que el intercambio abierto de información sobre la ISD tiene amplios beneficios, y la ciencia abierta es un foco importante y creciente de la política científica internacional. Esto crea un conflicto percibido con las obligaciones de distribución de beneficios, ya que las personas pueden acceder y utilizar estos datos abiertos sin celebrar acuerdos de distribución de beneficios.
Las Partes en el Convenio sobre la Diversidad Biológica han considerado una serie de opciones de políticas que logran equilibrar entre el acceso a la ISD y la distribución de beneficiosː En la COP 15, las partes acordaron establecer un mecanismo multilateral para la distribución de beneficios derivados del uso de la información sobre datos de situación digital.  En la COP 16, las partes acordaron implementar esto estableciendo un fondo al cual los usuarios comerciales de la ISD deberán contribuir con un porcentaje de sus ingresos.

### Tratado GRATK
En mayo de 2024,  tras una Conferencia Diplomática de la OMPI se adoptó el Tratado Internacional sobre Propiedad Intelectual, Recursos Genéticos y Conocimientos Tradicionales Asociados (GRATK) , que establece requisitos de divulgación para las patentes basadas en recursos genéticos (RG).  

Algunos observadores de las negociaciones sostienen que, según la redacción final del tratado, los requisitos de divulgación aplican también a las patentes basadas en información digital sobre secuencias, siempre que la ISD sea necesaria para la invención patentada y/o la invención dependa de las propiedades específicas de la ISD.

### Convención sobre la Diversidad Biológica COP16
En la Conferencia de las Naciones Unidas sobre Biodiversidad de 2024 (COP16) en Cali, Colombia se tomó la decisión de establecer el Fondo de Cali, al que se espera que las industrias que utilizan ISD, como las empresas farmacéuticas, de cosméticos, de nutracéuticos y de biotecnología, contribuyan con una pequeña parte de sus ganancias para apoyar la conservación de la biodiversidad global.  Está previsto que en la decimoséptima conferencia de partes del Convenio de Diversidad Biológica (COP 17) se acuerde una metodología de aplicación, incluidos umbrales y tasas de contribución. El fondo apoyará la protección de la biodiversidad y recompensará a las comunidades indígenas y forestales; el 50% se destinará a grupos locales e indígenas. 

### Otros tratados
La ISD también es un concepto importante en otros instrumentos internacionales jurídicamente vinculantes con obligaciones de acceso y distribución de beneficios, entre ellos:
- Tratado Internacional de la FAO sobre los Recursos Fitogenéticos para la Alimentación y la Agricultura (Tratado sobre Plantas o Tratado sobre Semillas),
- Sistema del Tratado Antártico
- Acuerdo sobre la Conservación y Uso Sostenible de la Biodiversidad Marina más allá de las Jurisdicciones Nacionales (BBNJ o Tratado de Alta Mar), un componente de la Convención de las Naciones Unidas sobre el Derecho del Mar. [5] [16]